# Le Boullay-Thierry
Le Boullay-Thierry är en kommun i departementet Eure-et-Loir i regionen Centre-Val de Loire strax norr om centrala Frankrike. Kommunen ligger i kantonen Nogent-le-Roi som tillhör arrondissementet Dreux. År 2022 hade Le Boullay-Thierry 585 invånare.

## Befolkningsutveckling
Antalet invånare i kommunen Le Boullay-Thierry
Referens:INSEE